# Euphrasia tatrae
Euphrasia tatrae är en snyltrotsväxtart som beskrevs av Richard von Wettstein. Euphrasia tatrae ingår i släktet ögontröster, och familjen snyltrotsväxter. Inga underarter finns listade i Catalogue of Life.

## Bildgalleri

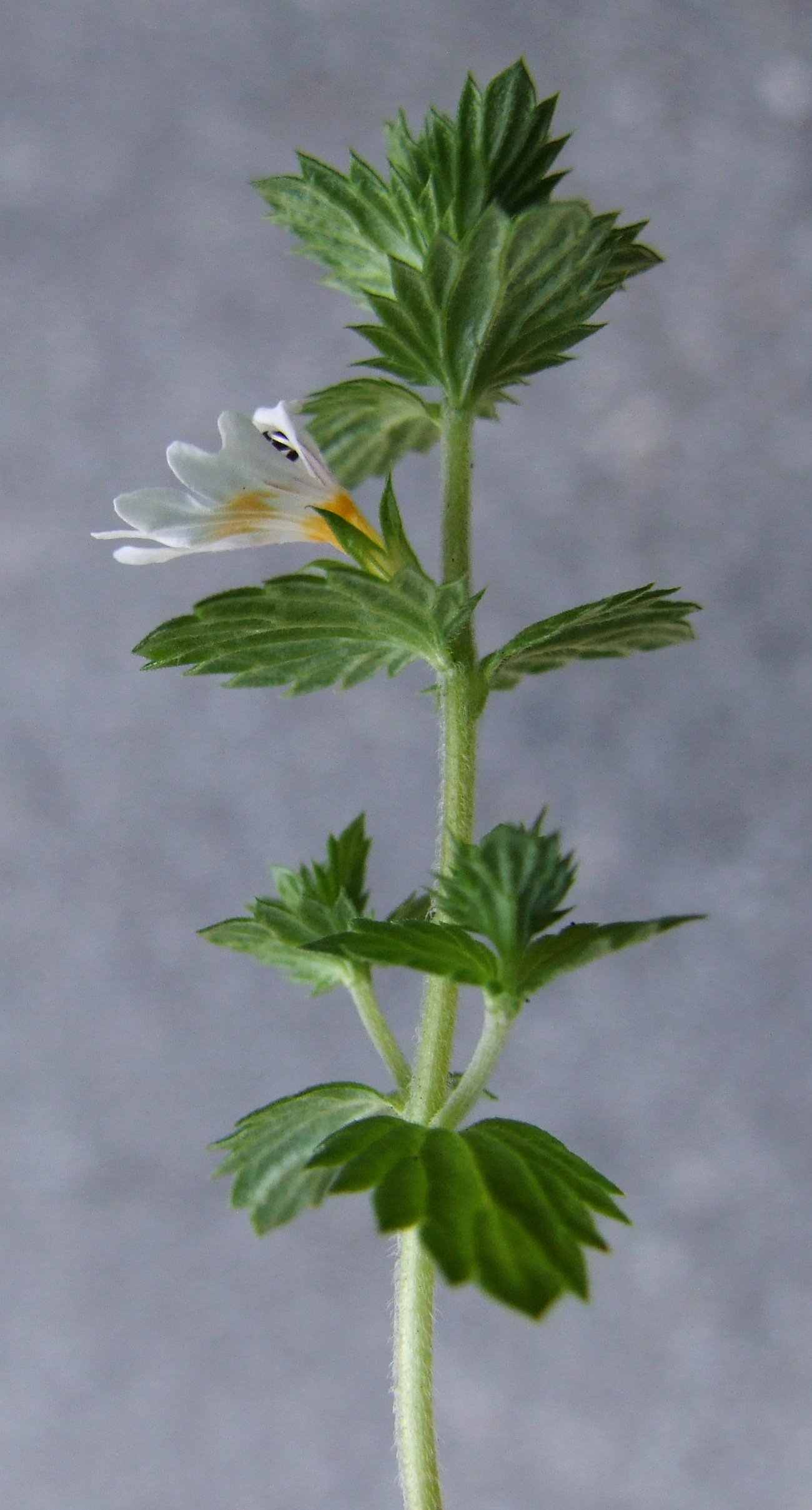
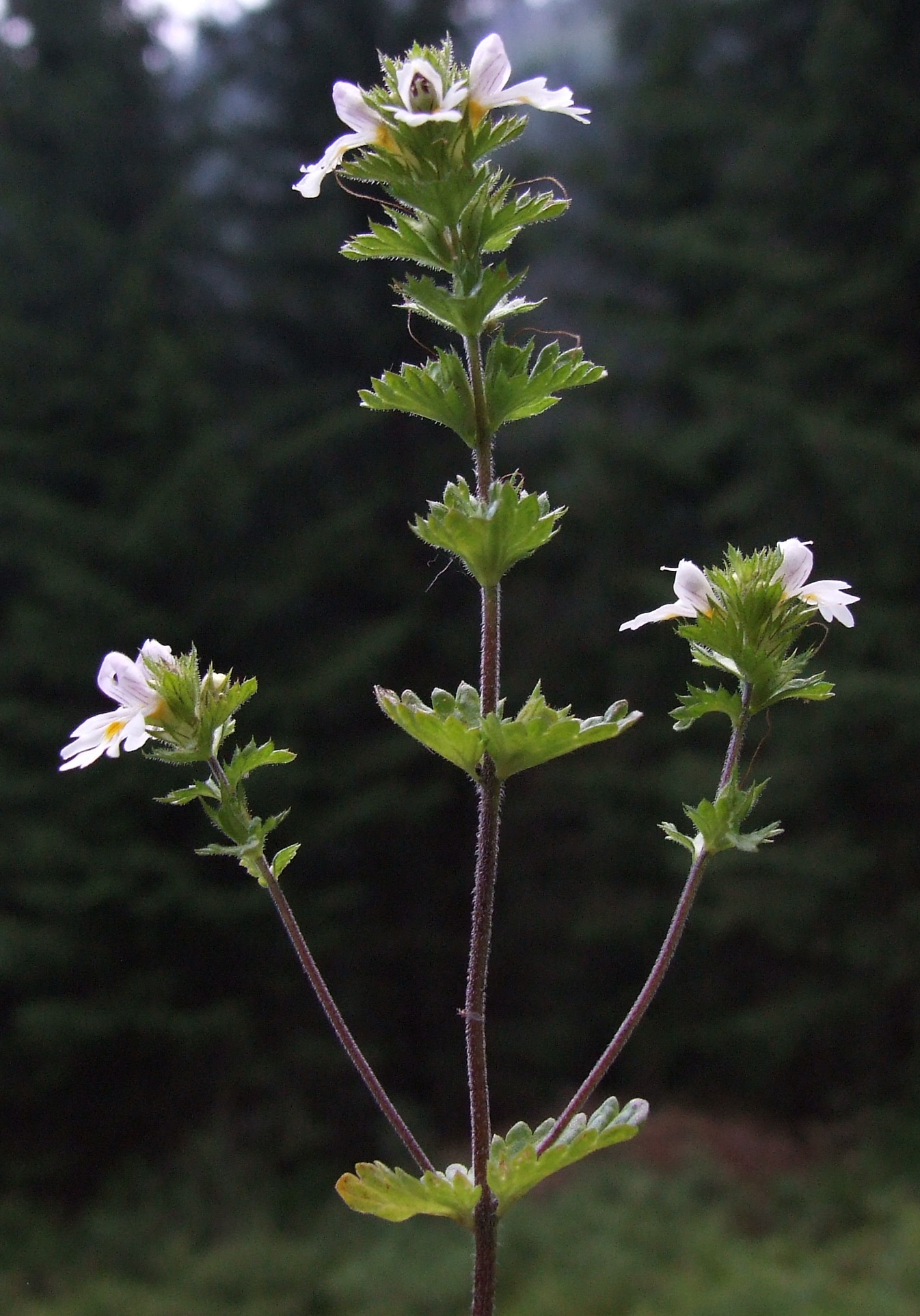